# RS-512
Pour les articles homonymes, voir Route 512.
La RS-512 est une route locale du Nord-Ouest de l'État du Rio Grande do Sul qui relie la municipalité de Bozano, à partir de l'embranchement avec la BR-285, à celle de Pejuçara. Elle est longue de 11 km.